# Hurdsfield House
Hurdsfield House – dawny pałac wiejski, obecnie otoczony budynkami, w mieście Macclesfield, w hrabstwie Cheshire, w Anglii. Zbudowany dla rodziny Brocklehurst. 
Budynek powstał około roku 1800, i był przebudowywany w kolejnych latach. Zbudowany z cegieł z kamiennymi wstawkami i walijskimi łupkowymi dachówkami. Dom ma trzy kondygnacje. Ściana zachodnia ma pięć przęseł. Przęsło centralne mieści werandę z doryckim architrawem, nad którą znajduje się balkon z balustradą z kutego żelaza. Nad nim znajduje się wysokie okno z belkowaniem. Okna są otwierane pionowo (sash window), a w rogach domu znajdują się klinowe naroża. Ściana południowa miała początkowo trzy przęsła; czwarte przęsło zostało dodane z prawej strony. Z tyłu domu dobudowano pod kątem kolejne pomieszczenia pod koniec XIX w. 
Na przestrzeni XX w. budynek był siedzibą przychodni. Obecnie został przerobiony na lokale mieszkalne.
Od 17 marca 1977 budynek jest zabytkiem drugiego stopnia (Grade II) na liście English Heritage, z numerem 1206883.